# 2018년 KBO 리그 신인 드래프트
2018년 KBO 리그 신인 선수 지명 회의는 2017년에 진행된 신인 지명 회의이다.

## 지명 방식
2007년지명부터 2016년지명까지 실시되었던 홀수 라운드는 전년도 순위의 역순, 짝수 라운드는 전년도 순위대로 지명하는 방식, 소위 ㄹ자 지명방식이 폐지되었다. 이번 지명부터는 홀수, 짝수 라운드 상관없이 모든 라운드에서 전년도 순위의 역순으로 선수를 지명하는 소위 Z자 지명방식이 사용된다.
2차 지명 순서
- 모든 라운드 : kt → 삼성 → 롯데 → 한화 → SK → KIA → LG → 넥센 → NC → 두산

## 지명결과

### 1차 지명
- 10개 구단의 1차지명이 6월 26일에 실시되었다.[2]
- 서울 공동 연고권을 가지고 있는 서울 3개 팀은 넥센-두산-LG의 순서로 지명하였다.

| 구단          | 출신교             | 포지션 | 성명   | 계약금      |
| ------------- | ------------------ | ------ | ------ | ----------- |
| 두산 베어스   | 배명고등학교       | 투수   | 곽빈   | 3억원       |
| NC 다이노스   | 마산고등학교       | 투수   | 김시훈 | 2억원       |
| 넥센 히어로즈 | 휘문고등학교       | 투수   | 안우진 | 6억원       |
| LG 트윈스     | 선린인터넷고등학교 | 투수   | 김영준 | 2억 5천만원 |
| KIA 타이거즈  | 광주동성고등학교   | 포수   | 한준수 | 1억 6천만원 |
| SK 와이번스   | 동산고등학교       | 투수   | 김정우 | 1억 6천만원 |
| 한화 이글스   | 북일고등학교       | 투수   | 성시헌 | 1억 2천만원 |
| 롯데 자이언츠 | 경남고등학교       | 내야수 | 한동희 | 1억 8천만원 |
| 삼성 라이온즈 | 한양대학교         | 투수   | 최채흥 | 3억 5천만원 |
| kt 위즈       | 유신고등학교       | 투수   | 김민   | 3억원       |

### 2차 지명
- 이번해는 예년보다 한달 늦은 9월 11일에 실시된다.
- 전 라운드에 걸쳐 전년도 순위의 역순으로 선수를 지명하는 소위 Z자 지명방식이 적용된다.

| 라운드 | kt                                        | 삼성                                      | 롯데                                      | 한화                                      | SK                                        | KIA                                       | LG                                            | 넥센                                      | NC                                        | 두산                                      |
| ------ | ----------------------------------------- | ----------------------------------------- | ----------------------------------------- | ----------------------------------------- | ----------------------------------------- | ----------------------------------------- | --------------------------------------------- | ----------------------------------------- | ----------------------------------------- | ----------------------------------------- |
| 1      | 강백호 (서울고,포수) (계약금:4억 5천만원) | 양창섭 (덕수고,투수) (계약금:2억 6천만원) | 이승헌 (용마고,투수) (계약금:1억 8천만원) | 이승관 (야탑고,투수) (계약금:1억 5천만원) | 조성훈 (청원고,투수) (계약금:1억 5천만원) | 김유신 (세광고,투수) (계약금:1억 4천만원) | 성동현 (장충고,투수) (계약금:1억 5천만원)     | 김선기 (전 시애틀,투수) (계약금:없음)     | 김형준 (세광고,포수) (계약금:1억 5천만원) | 박신지 (경기고,투수) (계약금:1억 4천만원) |
| 2      | 최건 (장충고,투수) (계약금:1억 1천만원)   | 김태우 (경북고,투수) (계약금:1억 1천만원) | 정성종 (인하대,투수) (계약금:1억원)       | 박주홍 (광주제일고,투수) (계약금:1억원)   | 최민준 (경남고,투수) (계약금:1억원)       | 하준영 (성남고,투수) (계약금:1억 1천만원) | 이재원 (서울고,외야수) (계약금:1억원)         | 예진원 (경남고,외야수) (계약금:9천만원)   | 오영수 (용마고,내야수) (계약금:1억원)     | 정철원 (안산공고,투수) (계약금:1억원)     |
| 3      | 박시윤 (용마고,투수) (계약금:9천만원)     | 김용하 (광주제일고,투수) (계약금:8천만원) | 김도규 (안산공고,투수) (계약금:9천만원)   | 정은원 (인천고,내야수) (계약금:9천만원)   | 유호식 (성남고,투수) (계약금:8천만원)     | 이원빈 (부산고,투수) (계약금:9천만원)     | 최현준 (서울고,내야수) (계약금:8천만원)       | 추재현 (신일고,외야수) (계약금:8천만원)   | 김철호 (율곡고,내야수) (계약금:8천만원)   | 김민규 (휘문고,투수) (계약금:8천만원)     |
| 4      | 고명성 (군산상고,내야수) (계약금:7천만원) | 이태훈 (홍익대,내야수) (계약금:7천만원)   | 김동우 (연세대,투수) (계약금:8천만원)     | 이원석 (충암고,외야수) (계약금:8천만원)   | 최준우 (장충고,내야수) (계약금:7천만원)   | 오정환 (경기고,내야수) (계약금:7천만원)   | 조선명 (성지고,투수) (계약금:6천만원)         | 배현호 (경북고,포수) (계약금:6천만원)     | 김재균 (충암고,투수) (계약금:7천만원)     | 전민재 (대전고,내야수) (계약금:7천만원)   |
| 5      | 윤강찬 (김해고,투수) (계약금:6천만원)     | 윤정빈 (부천고,내야수) (계약금:7천만원)   | 김현 (상원고,투수) (계약금:6천만원)       | 임지훈 (군산상업고,투수) (계약금:6천만원) | 전경원 (성남고,포수) (계약금:6천만원)     | 윤희영 (경성대,투수) (계약금:7천만원)     | 이강욱 (연세대,투수) (계약금:6천만원)         | 김수환 (제물포고,내야수) (계약금:6천만원) | 신민혁 (야탑고,투수) (계약금:6천만원)     | 배창현 (경북고,투수) (계약금:6천만원)     |
| 6      | 신병률 (단국대,투수) (계약금:6천만원)     | 김윤수 (북일고,투수) (계약금:5천만원)     | 이호연 (성균관대,내야수) (계약금:6천만원) | 이성원 (장안고,포수) (계약금:6천만원)     | 이채호 (용마고,투수) (계약금:5천만원)     | 김승범 (동산고,투수) (계약금:6천만원)     | 김의준 (광주동성고,투수) (계약금:5천만원)     | 신효승 (경북고,투수) (계약금:5천만원)     | 공수빈 (경성대,투수) (계약금:5천만원)     | 이승민 (동국대,포수) (계약금:5천만원)     |
| 7      | 백선기 (상원고,외야수) (계약금:5천만원)   | 박용민 (덕수고,투수) (계약금:5천만원)     | 최하늘 (경기고,투수) (계약금:5천만원)     | 김민기 (덕수고,내야수) (계약금:5천만원)   | 최경태 (포항제철고,투수) (계약금:4천만원) | 백미카엘 (덕수고,투수) (계약금:5천만원)   | 송찬의 (선린인터넷고,내야수) (계약금:5천만원) | 조병규 (세광고,내야수) (계약금:4천만원)   | 최보성 (개성고,투수) (계약금:4천만원)     | 박성모 (인하대,투수) (계약금:4천만원)     |
| 8      | 박주현 (충암고,투수) (계약금:5천만원)     | 공민규 (인천고,내야수) (계약금:4천만원)   | 박지호 (영남대,투수) (계약금:4천만원)     | 양경민 (효천고,투수) (계약금:4천만원)     | 강동권 (용마고,내야수) (계약금:3천만원)   | 문장은 (배재고,내야수) (계약금:5천만원)   | 이나현 (충암고,투수) (계약금:4천만원)         | 이재승 (베명고,투수) (계약금:4천만원)     | 김영규 (광주제일고,투수) (계약금:4천만원) | 신현수 (대전고,투수) (계약금:4천만원)     |
| 9      | 이창엽 (한양대,내야수) (계약금:4천만원)   | 서주원 (대전고,포수) (계약금:3천만원)     | 정보근 (경남고, 포수) (계약금:3천만원)    | 정문근 (서울고,외야수) (계약금:4천만원)   | 이희재 (경북고,투수) (계약금:3천만원)     | 윤중현 (성균관대,투수) (계약금:4천만원)   | 최우혁 (홍익대,외야수) (계약금:3천만원)       | 조재건 (부천고,투수) (계약금:3천만원)     | 이승헌 (고려대,투수) (계약금:3천만원)     | 정우석 (신일고,투수) (계약금:3천만원)     |
| 10     | 조대현 (유신고,포수) (계약금:4천만원)     | 맹성주 (배명고,투수) (계약금:3천만원)     | 장두성 (동산고,외야수) (계약금:3천만원)   | 김진욱 (유신고,투수) (계약금:3천만원)     | 송현제 (배명고,투수)                      | 박희주 (동의대,투수) (계약금:4천만원)     | 문성주 (강릉영동대,외야수) (계약금:3천만원)   | 정동욱 (원광대,포수) (계약금:2천만원)     | 이인혁 (덕수고,외야수) (계약금:3천만원)   | 권민석 (강릉고,내야수) (계약금:3천만원)   |

- 'Z'자 방식으로 지명 순서를 정함.

## 에피소드
- 박찬호, 조성민, 임선동을 앞세운 1992학번 황금세대의 뒤를 잇는 제 2의 황금세대라고 불리고 있다.[4]
- 배명고등학교의 곽빈, 덕수고등학교의 양창섭, 경기고등학교의 박신지, 장충고등학교의 성동현과 최건, 경남고등학교의 최민준, 유신고등학교의 김민, 한양대학교의 최채흥 등 강속구 투수들이 많은 주목을 받고 있다.
- 1차지명자 중 곽빈, 김영준,  김정우, 한동희, 김민 그리고 2차지명 대상인 양창섭, 이인혁, 박동수(덕수고), 배지환(경북고), 최준우, 성동현(장충고), 예진원(경남고), 장준환, 조대현(유신고), 이유석(상원고), 강백호, 최현준(서울고),  하준영(성남고)은 제28회 세계청소년야구선수권대회 참가로 인해 불참한다.
- 서울고등학교, 경북고등학교, 광주제일고등학교가 6명으로 가장 많은 지명을 받았다.(대학선수 포함)
- KIA 타이거즈의 4라운드 지명을 받은 오정환은 LG 트윈스 오지환의 사촌동생이다.
- 삼성 라이온즈의 6라운드 지명을 받은 김윤수는 한화 이글스 김범수의 친동생이다.
- LG 트윈스의 7라운드 지명을 받은 송찬의는 LG 트윈스 송구홍 LG 트윈스 2군 감독의 조카이다.
- 성지고등학교와 율곡고등학교는 창단 첫 프로진출 선수를 배출하였다.
- 대졸선수는 110명중 19명만 지명되며 역대 최저 지명률을 보였다.

## 출신학교 별 정리

### 서울
- 휘문고등학교 - 안우진(넥센, 1차지명), 김민규(두산, 3라운드), 신병률(단국대-KT, 6라운드)
- 배명고등학교 - 곽빈(두산, 1차지명), 이재승(넥센, 7라운드), 맹성주(삼성, 10라운드), 송현재(SK, 10라운드)
- 선린인터넷고등학교 - 김영준(LG, 1차지명), 송찬의(LG, 7라운드)
- 서울고등학교 - 강백호(KT, 1라운드), 이재원(LG, 2라운드), 최현준(LG, 3라운드), 윤희영(경성대-KIA, 5라운드), 정문근(한화, 9라운드), 최우혁(홍익대-LG, 9라운드)
- 덕수고등학교 - 양창섭(삼성, 1라운드), 박용민(삼성, 7라운드), 김민기(한화, 7라운드), 백미카엘(KIA, 7라운드), 이인혁(NC, 10라운드)
- 청원고등학교 - 조성훈(SK, 1라운드)
- 장충고등학교 - 성동현(LG, 1라운드), 최건(KT, 2라운드), 최준우(SK, 4라운드), 이승민(동국대-두산, 6라운드)
- 경기고등학교 - 박신지(두산, 1라운드), 오정환(KIA, 4라운드), 최하늘(롯데, 7라운드)
- 성남고등학교 - 하준영(KIA, 2라운드), 유호식(SK, 3라운드), 전경원(SK, 5라운드)
- 신일고등학교 - 추재현(넥센, 3라운드), 이승헌(고려대-NC, 9라운드), 정우석(두산, 9라운드)
- 충암고등학교 - 이원석(한화, 4라운드), 이강욱(연세대-LG, 5라운드), 김재균(NC, 4라운드), 박주현(KT, 7라운드), 이나현(LG, 8라운드)
- 성지고등학교 - 조선명(LG, 4라운드)
- 배재고등학교 - 문장은(KIA, 8라운드)

### 인천
- 동산고등학교 - 김정우(SK, 1차지명), 김승범(KIA, 6라운드), 장두성(롯데, 10라운드)
- 인천고등학교 - 정은원(한화, 3라운드), 공민규(삼성, 8라운드), 정동욱(원광대-넥센, 10라운드)
- 제물포고등학교 - 김수환(넥센, 5라운드)

### 경기
- 유신고등학교 - 김민(KT, 1차지명), 조대현(KT, 10라운드), 김진욱(한화, 10라운드)
- 야탑고등학교 - 이승관(한화, 1라운드), 김동우(연세대-롯데, 4라운드), 신민혁(NC, 5라운드)
- 안산공업고등학교 - 정철원(두산, 2라운드), 김도규(롯데, 3라운드)
- 율곡고등학교 - 김철호(NC, 3라운드)
- 장안고등학교 - 이성원(한화, 6라운드)

### 충청
- 북일고등학교 - 성시헌(한화, 1차지명), 김윤수(삼성, 6라운드)
- 세광고등학교 - 김유신(KIA, 1라운드), 김선기(시애틀-상무-넥센, 1라운드), 김형준(NC, 1라운드), 조병규(넥센, 7라운드)
- 대전고등학교 - 전민재(두산, 4라운드), 신현수(두산, 8라운드), 서주원(삼성, 9라운드)

### 강원
- 강릉고등학교 - 권민석(두산, 10라운드)

### 대구,경북
- 대구상원고등학교 - 최채흥(한양대-삼성, 1차지명), 김현(롯데, 5라운드), 백선기(KT, 7라운드)
- 경북고등학교 - 김태우(삼성, 2라운드), 배현호(넥센, 4라운드), 배창현(두산, 5라운드), 신효승(넥센, 6라운드), 이희재(SK, 9라운드), 문성주(강릉영동대-LG, 10라운드)
- 포항제철고등학교 - 최경태(SK, 7라운드)

### 부산,경남
- 경남고등학교 - 한동희(롯데, 1차지명), 최민준(SK, 2라운드), 예진원(넥센, 2라운드), 정보근(롯데, 9라운드)
- 마산고등학교 - 김시훈(NC, 1차지명)
- 마산용마고등학교 - 이승헌(롯데, 1라운드), 오영수(NC, 2라운드), 박재영(KT, 3라운드), 이채호(SK, 6라운드), 강동권(SK, 8라운드)
- 부산고등학교 - 이원빈(KIA, 3라운드), 박지호(영남대-롯데, 8라운드)
- 김해고등학교 - 윤강찬(KT, 5라운드), 공수빈(경성대-NC, 6라운드)
- 개성고등학교 - 최보성(NC, 7라운드)

### 전북
- 군산상업고등학교 - 박성모(인하대-두산, 7라운드), 고명성(KT, 4라운드), 임지훈(한화, 5라운드)

### 광주,전남
- 광주동성고등학교 - 한준수(KIA, 1차지명), 이태훈(홍익대-삼성, 3라운드), 김의준(LG, 6라운드)
- 광주제일고등학교 - 정성종(인하대-롯데, 2라운드), 박주홍(한화, 2라운드), 김용하(삼성, 3라운드), 이호연(성균관대-롯데, 6라운드), 김영규(NC, 8라운드), 윤중현(성균관대-KIA, 9라운드)
- 효천고등학교 - 양경민(한화, 8라운드), 박희주(동의대-KIA, 10라운드)